# Fellipe Veloso
Fellipe Cabral Veloso Santos, oder einfach Fellipe Veloso (* 22. Januar 1994), ist ein brasilianischer Fußballspieler.

## Karriere
Fellipe Veloso unterschrieb seinen ersten Vertrag bei Paraná Clube in Curitiba. Hier wurde er in der U-19 eingesetzt. 2013 wechselte er nach Portugal, wo er sich Sporting Lissabon aus Lissabon anschloss. Hier wurde er ebenfalls in der U-19 eingesetzt. Über die portugiesischen Stationen Porto D’Ave, AD Nogueirense, AC Famalicão, SC Vila Real und Sport Benfica e Castelo Branco wechselte er Mitte 2019 nach Thailand. Hier unterschrieb er einen Vertrag beim Khon Kaen FC. Der Club aus Khon Kaen spielte in der zweiten Liga, der Thai League 2. Hier stand er bis Ende Juni 2020 unter Vertrag. Am 1. Juli 2020 kehrte er in seine Heimat zurück. Hier schloss er sich dem Real Brasília FC aus der Hauptstadt Brasilia an. Im Mai 2021 ging er wieder nach Thailand. Hier unterschrieb er einen Vertrag bei seinem ehemaligen Verein Khon Kaen FC. Nach 13 Zweitligaspielen wurde nach der Hinrunde 2021/22 sein Vertrag aufgelöst. Zur Rückrunde 2021/22 wechselte er auf Leihbasis zum Drittligisten Mahasarakham FC. Für den Verein aus Maha Sarakham absolvierte er in der Rückrunde elf Ligaspiele und erzielte dabei fünf Tore. Nach Ende der Ausleihe wurde er von Mahasarakham Mitte Juni 2022 fest unter Vertrag genommen. Hier stand er bis Jahresende unter Vertrag. Zur Rückrunde wechselte er Anfang Januar 2023 in den Süden von Thailand. Hier schloss er sich dem Drittligisten |Young Singh Hatyai United an. Mit dem Verein aus |Hat Yai spielte er in der Southern Region der Liga. Im Juli 2023 wechselte er in die erste Liga, wo er einen Vertrag im Norden des Landes bei Chiangrai United unterschrieb. Für den Verein aus Chiangrai bestritt er zwölf Ligaspiele. Hierbei schoss er fünf Tore. Im Sommer 2024 wurde sein Vertrag in Chiangrai nicht verlängert. Im Juli 2024 wurde er vom Zweitligisten Pattaya United FC aus dem Seebad Pattaya unter Vertrag genommen. Nach 26 Ligaspielen, in denen er acht Treffer erzielte, wechselte er Mitte März 2025 zum bolivianischen Erstligisten Club Deportivo Guabirá. Für den Verein aus Montero (Santa Cruz)Montero bestritt er fünf Erstligaspiele. Nach vier Monaten kehrte er im Juli 2025 wieder nach Thailand zurück. Hier unterschrieb er in Sisaekt einen Vertrag beim Zweitligisten Sisaket United FC.